# Lijst van voetbalinterlands Belize - Cuba
Deze lijst van voetbalinterlands is een overzicht van alle officiële voetbalwedstrijden tussen de nationale teams van Belize en Cuba. De landen speelden tot op heden drie keer tegen elkaar. De eerste ontmoeting was een vriendschappelijke wedstrijd op 24 juni 2001 in Belize City. Het laatste duel, eveneens een vriendschappelijke wedstrijd, werd gespeeld op 28 maart 2022 in Belmopan.

## Wedstrijden
| № | Plaats        | Datum         | Competitie             | Wedstrijd     | Uitslag |
| - | ------------- | ------------- | ---------------------- | ------------- | ------- |
| 1 | Belize City   | 24 juni 2001  | Vriendschappelijk      | Belize – Cuba | 3 – 2   |
| 2 | East Hartford | 16 juli 2013  | CONCACAF Gold Cup 2013 | Cuba − Belize | 4 − 0   |
| 3 | Belmopan      | 28 maart 2022 | Vriendschappelijk      | Belize − Cuba | 0 − 3   |

## Samenvatting
| Competitie        | Totaal gespeeld | Winst Belize | Gelijk | Winst Cuba | Doelsaldo Belize – Cuba |
| ----------------- | --------------- | ------------ | ------ | ---------- | ----------------------- |
| CONCACAF Gold Cup | 1               | 0            | 0      | 1          | 0 − 4                   |
| Vriendschappelijk | 2               | 1            | 0      | 1          | 3 − 5                   |
| Totaal            | 3               | 1            | 0      | 2          | 3 − 9                   |

Wedstrijden bepaald door strafschoppen worden, in lijn met de FIFA, als een gelijkspel gerekend.